# Federazione di rugby a 15 della Namibia
La Namibia Rugby Union, conosciuta anche con l'acronimo NRU, è l'organismo di governo del rugby a 15 e delle discipline derivate (es. rugby a 7) in Namibia.
La federazione venne fondata nel 1990, anno in cui si affiliò all'International Rugby Board, l'allora federazione internazionale, oggi World Rugby, e al Rugby Afrique, ex Confédération africaine de rugby e organismo di governo del rugby a 15 in Africa.
Attualmente la NRU figura nel Tier 2, il secondo gruppo delle federazioni più importanti; al 2019, la federazione registrava 800 giocatori e sette club di categoria senior, tutti con sede a Windhoek, la capitale, o nella cittadina di Rehoboth.
La nazionale di rugby a 15 partecipa annualmente all'Africa Cup e conta sei apparizioni alla Coppa del Mondo di rugby.
La nazionale di rugby a 7 ha preso parte a due edizioni della Coppa del Mondo di rugby a 7 e ai XVIII Giochi del Commonwealth.